# Diernæs
Diernæs är en tätort i Fåborg-Midtfyns kommun i Region Syddanmark i Danmark. Tätorten har 294 invånare (2024). Den ligger på Fyn, cirka 19 kilometer sydväst om Ringe.